# Balclutha trilineata
Balclutha trilineata är en insektsart som beskrevs av Rauno E. Linnavuori 1960. Balclutha trilineata ingår i släktet Balclutha och familjen dvärgstritar. Inga underarter finns listade i Catalogue of Life.